# Jeg som regel
Jeg som regel er en dansk kortfilm fra 2006, der er instrueret af Martin Pieter Zandvliet efter manuskript af ham selv og Lars Kjeldgaard.

## Handling
En eksperimentalfilm, der gennem et fragmentarisk portræt af to mænd på deres vej gennem livet en tidlig formiddag undersøger sproget og sprogets afmagt, hvad det er, der får mennesker til at føle sig ligegyldige, og hvorfra henter de denne følelse af mindreværd.

## Medvirkende
- Mads Mathisen - Elgen
- Nicolas Bro - Nicolas
- Jakob Cedergren - Jakob